# San Miguel (Surigao du Sud)
Pour les articles homonymes, voir San Miguel.
San Miguel est une localité de la province du Surigao du Sud, aux Philippines. En 2015, elle compte 39 340 habitants.